# Yang Yong-eun
Yang Yong-eun (* 15. Januar 1972 in Jeju-do, Südkorea) ist ein südkoreanischer Profigolfer.
Yang wandte sich erst im Alter von 19 Jahren dem Golfsport zu und begann fünf Jahre später – 1996 – seine Laufbahn als Berufsgolfer. Er spielte hauptsächlich auf der Japan Golf Tour (bislang vier Siege) und auch auf Asian Tour. 2006 siegte er bei der Korea Open und qualifizierte sich dadurch für das von der European Tour und der Asian Tour gemeinsam veranstaltete, hochdotierte HSBC Champions Tournament im November 2006 in Shanghai. Yang gewann dieses – die Saison 2007 eröffnende – Turnier gegen ein sehr starkes Teilnehmerfeld (darunter Tiger Woods, Jim Furyk und sämtliche Turniersieger der European Tour der Saison 2006). Damit war er automatisch für diese große europäische Turnierserie startberechtigt.
Den größten Erfolg seiner Karriere erreichte er im August 2009 mit dem Sieg bei der PGA Championship, wobei er den nach drei Runden mit zwei Schlägen führenden Tiger Woods schließlich mit drei Schlägen Vorsprung bezwingen konnte. Es war der erste Major-Sieg für einen asiatischen Golfspieler.
Im Anschluss an seinen 50. Geburtstag spielt Yang seit Februar 2022 auf der PGA Tour Champions.

## Turniersiege
- 2002: SBS Championship (Korean Tour)
- 2004: Sun Chlorella Classic, Asahi-Ryokuken Yomiuri Memorial (beide Japan Golf Tour)
- 2005: Coca-Cola Tokai Classic (Japan Golf Tour)
- 2006: Suntory Open (Japan Golf Tour), Korea Open (Asian Tour)
- 2007: HSBC Champions Tournament (Asian Tour/European Tour, Austragung November 2006, zählt zur Saison 2007)
- 2009: Honda Classic (PGA Tour), PGA Championship
- 2010: Volvo China Open (European Tour/Asian Tour), Kolon Korea Open (OneAsia Tour)
- 2018: The Crowns (Japan Golf Tour)

(Major-Sieg ist fett gedruckt.)

## Resultate bei Major Championships
| Turnier               | 2005 | 2006 | 2007 | 2008 | 2009 | 2010 | 2011 | 2012 | 2013 | 2014 | 2015 | 2016 | 2017 | 2018 |
| --------------------- | ---- | ---- | ---- | ---- | ---- | ---- | ---- | ---- | ---- | ---- | ---- | ---- | ---- | ---- |
| The Masters           | DNP  | DNP  | T30  | DNP  | CUT  | T8   | T20  | T57  | CUT  | CUT  | DNP  | DNP  | DNP  | DNP  |
| U.S. Open             | CUT  | DNP  | DNP  | DNP  | DNP  | CUT  | T3   | CUT  | CUT  | CUT  | DNP  | DNP  | DNP  | DNP  |
| The Open Championship | CUT  | DNP  | CUT  | DNP  | DNP  | T60  | DNP  | CUT  | T32  | CUT  | DNP  | DNP  | DNP  | DNP  |
| PGA Championship      | T47  | DNP  | CUT  | DNP  | 1    | CUT  | T69  | T36  | CUT  | CUT  | T48  | CUT  | CUT  | CUT  |

| Turnier               | 2019 | 2020 | 2021 | 2022 | 2023 | 2024 |
| --------------------- | ---- | ---- | ---- | ---- | ---- | ---- |
| The Masters           | DNP  | DNP  | DNP  | DNP  | DNP  | DNP  |
| PGA Championship      | CUT  | DNP  | DQ   | CUT  | CUT  | CUT  |
| US Open               | DNP  | DNP  | DNP  | DNP  | DNP  | DNP  |
| The Open Championship | DNP  | KT   | DNP  | DNP  | DNP  | DNP  |

LA= Bester Amateur

DNP = nicht teilgenommen

CUT = Cut nicht geschafft

„T“ geteilte Platzierung

KT = Kein Turnier (Ausfall wegen Covid-19)

DQ = disqualifiziert

Grüner Hintergrund für Sieg

Gelber Hintergrund für Top 10.

## Teilnahmen an Mannschaftswettbewerben
- Royal Trophy (für Asien): 2007, 2013 (non playing captain)
- Presidents Cup (für das Internationale Team): 2009
- World Cup (für Südkorea): 2009